# ازنی
ازنی، روستایی است از توابع بخش چهاردانگه شهر ساری در استان مازندران ایران. این روستا در ۶۰ کیلومتری جنوب ساری  در دامنه کوهی به همین نام  واقع شده‌است. آببندان پله که یکی از  جاذبه‌های گردشگری مازندران می‌باشد  در نزدیکی این روستا واقع شده‌است.
قلعه تاریخی ازنی یکی از آثار بسیار مهم تاریخی است که نشان دهنده قدمت و اهمیت این روستا می‌باشد .

## آب بندان پله ازنی
آبندان پله ازنی ، نام خود را از این روستا گرفته است. و با مساحت ۱۷ هکتار که در هنگام بارندگی به ۳۰ هکتار می‌رسد این اثر طبیعی با قدمت کواترنری به شماره ۲۶۳، ۲۳ آبان ماه ۹۴ در فهرست آثار ملی ثبت شد.
آب این آب بندان فقط از طریق بارش باران تأمین می‌شود و هیچ رودخانه‌ای به سمت آن جریان ندارد. در واقع نحوهٔ قرارگیری و نوع خاک آن باعث شده است در اثر بارش اندکی، همهٔ آب‌های حاصل از بارش (باران یا برف) به سمت آن جریان پیدا کند. نیز نفوذ ناپذیری خاک دریاچه، میزان ماندگاری آب را در این دریاچه افزایش می‌دهد.
فاصلهٔ تقریبی این دریاچه از شهر ساری ۷۰ کیلومتر و در مسیر جاده ساری-سمنان می‌باشد که در بلندای ۱۳۰۰ متری از تراز دریا قرار دارد. پیرامون دریاچه را جنگل‌های پهن‌برگ فرا گرفته که در بهار رویشگاه گل بنفشه و الزی (پیازچهٔ وحشی) و گونه‌های سبزی‌های خوش رایحه و داروئی می‌باشد. در تابستان رودخانه‌ای که در آن‌سوی دریاچه روانست آبی گوارا برای نوشیدن تأمین می‌کند. در پائیز درختچه‌های ازگیل و ولیک و تلکا محصول می‌دهند. در فصل زمستان محل سکونت اردک‌های وحشی می‌باشد و سال‌های اخیر با رهاسازی ماهی در این دریاچه کاربردهای آن افزایش پیدا کرده است.
درخت‌های مهمی به نام راش، ممرز، بلوط، ملچ و نمدار پیرامون این دریاچه را فرا گرفته‌اند که از نظر زیبایی اهمیت به‌سزایی دارند.
آب این آب بندان منبع اصلی تأمین آب شالیزاری روستاهای ازنی، مازارستاق، لسفرم،کنتا، دیدو، زلم است.

## جمعیت
این روستا در دهستان چهاردانگه قرار داشته و براساس آخرین سرشماری مرکز آمار ایران که در سال ۱۳۹۵ صورت گرفته، جمعیت آن ۱۷۳نفر (۶۸خانوار) بوده‌است.